# Mazzucchetti-Gschwend-Übersetzungspreis
Der Mazzucchetti-Gschwend-Übersetzungspreis, vormals Deutsch-Italienischer Übersetzerpreis (italienisch Premio Italo-Tedesco per la Traduzione), ist ein seit 2008 vergebener Literaturpreis.
Der Preis wird gemeinsam von der Beauftragten des Bundes für Kultur und Medien und dem italienischen Kulturministerium vergeben. Kooperationspartner des Preises sind das Literarische Colloquium Berlin, die Villa Massimo in Rom, das Goethe-Institut Rom und die Italienische Botschaft in Berlin in Zusammenarbeit mit dem lokalen Italienischen Kulturinstitut. Er soll den kulturellen Austausch zwischen beiden Ländern kontinuierlich fördern und in diesem Zusammenhang die wesentliche Bedeutung der literarischen Übersetzungen würdigen.
Der Preis wird alle zwei Jahre (von 2008 bis 2018 jährlich) abwechselnd in Rom bzw. Berlin von der Staatsministerin für Kultur und Medien und dem Italienischen Kulturminister in drei Kategorien vergeben: für eine herausragende, in den letzten vier Jahren erschienene Übersetzung, für ein Lebenswerk (beide dotiert mit jeweils 10.000 Euro) und in Form eines Nachwuchspreises (2.500 Euro), der mit einem Aufenthalt in der Villa Massimo bzw. im Literarischen Colloquium Berlin verbunden ist.
Die Auswahl der Preisträger erfolgt durch unabhängige Juroren aus beiden Ländern. Die Übersetzungen ins Italienische werden dabei durch eine italienische Jury bewertet, jene ins Deutsche durch deutsche Juroren, beide Jurys werden durch einen Vertreter aus dem jeweils anderen Team komplettiert.
Im Jahr 2024 wurde der Preis in Mazzucchetti-Gschwend-Übersetzungspreis umbenannt, um „die große Bedeutung von Frauen in der Übersetzungskunst“ im Allgemeinen und das Lebenswerk der Namenspatinnen Ragni Maria Gschwend und Lavinia Mazzucchetti, zweier „herausragender literarischer Persönlichkeiten“, im Besonderen zu würdigen.

## Listen der Preisträger

### Preis für die beste Übersetzung
| Deutsch-Italienischer Übersetzerpreis – Preis für die beste Übersetzung |                                 |                                 |                                                   |
| Jahr der Auszeichnung                                                   | Übersetzer/-in                  | Titel der Übersetzung           | Originaltitel und Autor/-in                       |
| 2008                                                                    | Domenico Pinto                  | Dalla vita di un fauno          | Aus dem Leben eines Fauns von Arno Schmidt        |
| 2009                                                                    | Sigrid Vagt                     | Die Legende von Redenta Tiria   | La leggenda di Redenta Tiria von Salvatore Niffoi |
| 2010                                                                    | Bice Rinaldi                    | Zündel se ne va                 | Zündels Abgang von Markus Werner                  |
| 2011                                                                    | Barbara Kleiner                 | Ein Engel an Güte               | Angelo di bontà von Ippolito Nievo                |
| 2012                                                                    | Marina Pugliano und Julia Rader | Un viaggio                      | Eine Reise von H. G. Adler                        |
| 2013                                                                    | Hartmut Köhler (postum)         | La commedia                     | La commedia von Dante                             |
| 2014                                                                    | Roberta Gado                    | Caccia alla marmotta            | Murmeljagd von Ulrich Becher                      |
| 2015                                                                    | Moshe Kahn                      | Horcynus Orca                   | Horcynus Orca von Stefano D’Arrigo                |
| 2016                                                                    | Ada Vigliani                    | Forse Esther                    | Vielleicht Esther von Katja Petrowskaja           |
| 2017                                                                    | Victoria Lorini                 | Edition Giorgio Vasari (45 Bd.) | Vite von Giorgio Vasari                           |
| 2018                                                                    | Donata Berra                    | La guerra invernale nel Tibet   | Der Winterkrieg in Tibet von Friedrich Dürrenmatt |
| 2020                                                                    | Verena von Koskull              | Die katholische Schule          | La scuola cattolica von Edoardo Albinati          |
| 2022                                                                    | Agnese Grieco                   | Annette, un poema eroico        | Annette, ein Heldinnenepos von Anne Weber         |
| 2024                                                                    | Annette Kopetzki                | Die Lehman Brothers             | Qualcosa sui Lehman von Stefano Massini           |

### Preis für das Lebenswerk
| Deutsch-Italienischer Übersetzerpreis – Preis für das Lebenswerk |                      |                                                                                 |
| Jahr der Auszeichnung                                            | Übersetzer/-in       | übersetzte Autoren/-innen                                                       |
| 2008                                                             | Anita Raja           | u. a. Christa Wolf, Franz Kafka, Bertolt Brecht, Hans Magnus Enzensberger       |
| 2009                                                             | Marianne Schneider   | u. a. Leonardo da Vinci, Giacomo Leopardi, Alberto Vigevani, Gianni Celati      |
| 2010                                                             | (nicht vergeben)     |                                                                                 |
| 2011                                                             | Maja Pflug           | u. a. Natalia Ginzburg, Cesare Pavese, Fabrizia Ramondino, Giovanni Orelli      |
| 2012                                                             | (nicht vergeben)     |                                                                                 |
| 2013                                                             | Burkhart Kroeber     | u. a. Umberto Eco, Italo Calvino, Alessandro Manzoni                            |
| 2014                                                             | (nicht vergeben)     |                                                                                 |
| 2015                                                             | Ragni Maria Gschwend | u. a. Claudio Magris, Fulvio Tomizza, Ignazio Silone, Ennio Flaiano             |
| 2016                                                             | (nicht vergeben)     |                                                                                 |
| 2017                                                             | Reimar Klein         | u. a. Roberto Calasso, Giorgio Colli, Carlo Michelstaedter, Pier Paolo Pasolini |
| 2020                                                             | Friederike Hausmann  | u. a. Girolamo Arnaldi, Carlo M. Cipolla, Luigi Pintor, Salvatore Settis        |
| 2022                                                             | Margherita Carbonaro | u. a. Max Frisch, Thomas Mann, Herta Müller, Christoph Ransmayr                 |
| 2024                                                             | Karin Krieger        | u. a. Alessandro Baricco, Andrea Camilleri, Elena Ferrante, Claudio Magris      |

### Nachwuchsförderpreis
| Deutsch-Italienischer Übersetzerpreis – Nachwuchsförderpreis |                                   |                                       |                                                                                           |
| Jahr der Auszeichnung                                        | Übersetzer/-in                    | Titel der Übersetzung                 | Originaltitel und Autor/-in                                                               |
| 2008                                                         | Monica Pesetti                    | Io e Kaminski und Leptis Magna        | Ich und Kaminski von Daniel Kehlmann und Leptis Magna von Hartmut Lange                   |
| 2009                                                         | Esther Hansen                     | Sardische Vendetta                    | La memoria del vuoto von Marcello Fois                                                    |
| 2010                                                         | Stefano Zangrando                 | Adam e Evelyn                         | Adam und Evelyn von Ingo Schulze                                                          |
| 2011                                                         | Julika Brandestini                | Accabadora                            | Accabadora von Michela Murgia                                                             |
| 2012                                                         | Giusi Drago                       | È morto Tito                          | Tito ist tot von Marica Bodrožić                                                          |
| 2013                                                         | Mirjam Bitter                     | Brot und Unwetter                     | Pane e tempesta von Stefano Benni                                                         |
| 2014                                                         | Antonella Salzano                 | Non sono un berlinese                 | Ich bin kein Berliner von Wladimir Kaminer                                                |
| 2015                                                         | Julia Dengg                       | Un giorno della vita                  | Un giorno della vita von Giorgio Orelli                                                   |
| 2016                                                         | Angela Scròfina und Ylenia Carola | Ancora tempesta                       | Immer noch Sturm von Peter Handke                                                         |
| 2017                                                         | Martin Hallmannsecker             | Maestro Amor                          | Maestro Amor von Luigi Pirandello                                                         |
| 2018                                                         | Daria Biagi                       | Materia prima                         | Rohstoff von Jörg Fauser                                                                  |
| 2020                                                         | Carola Köhler                     | Kobane Calling und Die Tage der Amsel | Kobane Calling von Zerocalcare und I giorni della merla von Manuele Fior (Graphic Novels) |
| 2022                                                         | Dafne Graziano                    | Superbia                              | Hochmut von Eva Menasse                                                                   |
| 2024                                                         | Moritz Rauchhaus                  | Büchlein zum Lob Dantes               | Trattatello in laude di Dante von Giovanni Boccaccio                                      |